# راينهارد هابيرفيلنر
راينهارد هابيرفيلنر (بالألمانية: Reinhard Haberfellner)  (و. 1942 –  م) هو مهندس، وأستاذ جامعي، من النمسا.

## جوائز
حصل على جوائز منها:
- النيشان الذهبي الأعظم لشتايرمارك.